# Kalovo (Trgovište)
Kalovo (em cirílico: Калово) é uma vila da Sérvia localizada no município de Trgovište, pertencente ao distrito de Pčinja, na região de Pčinja. A sua população era de 23 habitantes segundo o censo de 2011.

## Demografia
| 1948 | 1953 | 1961 | 1971 | 1981 | 1991 | 2002 | 2011 |
| ---- | ---- | ---- | ---- | ---- | ---- | ---- | ---- |
| 585  | 602  | 468  | 392  | 136  | 68   | 48   | 23   |